# Trachylepis angolensis
Trachylepis angolensis är en ödleart som beskrevs av  Albert Monard 1937. Trachylepis angolensis ingår i släktet Trachylepis och familjen skinkar.
Artens utbredningsområde är Angola. Inga underarter finns listade i Catalogue of Life.